# Stansning

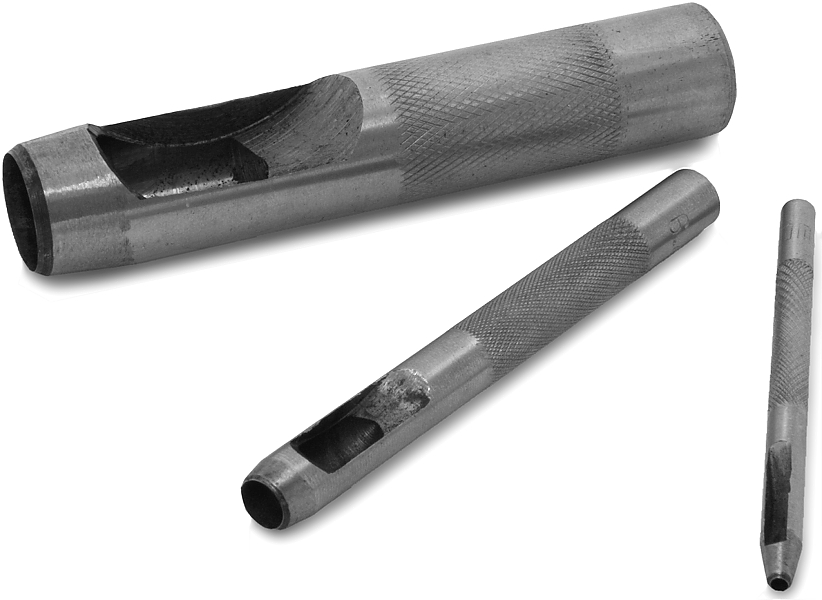
Hålstansar av olika storlekar

Stansning är en metod för att göra hål i relativt tunt material cirka 0,1 mm till 8 mm tjockt. Metoden innebär att ett verktyg (stans) med hålets önskade form trycks genom materialet under mothållartryck från en dyna. Stansen och dynan har slipade kanter med motsvarande kontur som det stansade föremålet skall få. Metoden ska göra att inget brott kan uppkomma kring snittytan. Stansning utförs i olika material såsom plåt, plast, papper, papp och läder. Håltången är en utveckling av hålstansen.
Vid stansning i hårda material, exempelvis metaller, är ett så kallat "dynspel" viktigt, där materialets tjocklek/hårdhet bestämmer dynspelet. Normalt har man ett dynspel på 20 procent av tjockleken, exempelvis vid stansning i 2 mm järn med en 10 mm stans ska en dyna med storlek 10,4 mm användas, skulle materialet vara 4 mm skulle dynspelet behöva vara 0,8 mm (10,8 mm dyna).
Stansning räknas till de klippande bearbetningsmetoderna, vilka indelas i två huvudgrupper: klippning och stansning.
I datorernas barndom användes stansade hålkort och hålremsor som lagringsmedium och innan dess även i Jacquardvävstolen som kom i början av 1800-talet.
Hålremsor användes fram till 80-talet även till att lagra olika körprogram till CNC-styrda stansmaskiner.
Stansningen av hålkorten skedde med en skrivmaskinliknande apparat, som sköttes av en särskild yrkesgrupp, stansoperatriser. Detta yrke finns ej längre.
Hålremsor används även för maskinell sändning av telegram enligt morsesystemet. Dessa finns av två slag:
- Creedremsor
- Wheatstoneremsor

Den maskin varmed telegraferingsremsor stansas kallas perforator.

## Fotnoter och källor
1. ↑  Karlebo handbok (2000), sid 434.